# Leichtathletik-Europameisterschaften 1971/10.000 m der Männer

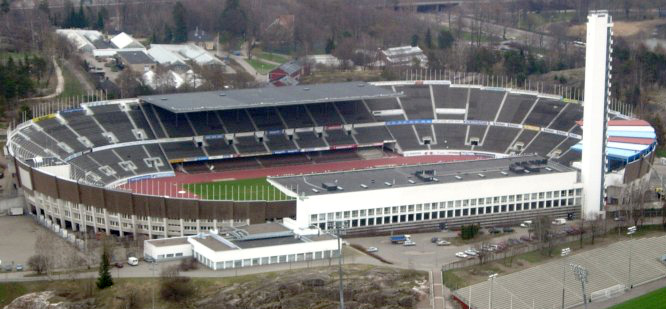
Das Olympiastadion von Helsinki im Jahr 2005

Der 10.000-Meter-Lauf der Männer bei den Leichtathletik-Europameisterschaften 1971 wurde am 10. August 1971 im Olympiastadion von Helsinki ausgetragen.
Seinen ersten EM-Titel errang der Finne Juha Väätäinen, der vier Tage darauf auch den 5000-Meter-Lauf für sich entschied. Den zweiten Platz belegte der zweifache Europameister von 1966 und 1969 Jürgen Haase aus der DDR. Bronze ging an den sowjetischen Vizeeuropameister von 1969 über 5000 Meter Raschid Scharafetdinow.

## Anmerkung zu den Zeitangaben
Die Zeitangaben erfolgten bei diesen Europameisterschaften offiziell wie früher üblich in auf Zehntelsekunden gerundeten Werten. Zugrunde liegen allerdings die elektronischen Messungen, deren exakte Hundertstelwerte bekannt und in den Ergebnislisten der Quellen aufgeführt sind. In den Jahren nach diesen Europameisterschaften wurde es üblich, die Resultate der Bahnwettbewerbe aufgeschlüsselt nach Hundertstelsekunden anzugeben. Dies ist auch hier in den nachfolgenden Ergebnisübersichten so realisiert.

## Rekorde

### Bestehende Rekorde
| Weltrekord                 | 27:39,4 min | Ron Clarke    | Oslo, Norwegen            | 14. Juli 1965   |
| Europarekord               | 27:47,0 min | David Bedford | Portsmouth Großbritannien | 10. Juli 1971   |
| Europameisterschaftsrekord | 28:26,0 min | Jürgen Haase  | EM Budapest, Ungarn       | 30. August 1966 |

### Rekordverbesserungen
Im Wettbewerb am 10. August wurde der bestehende EM-Rekord verbessert und darüber hinaus gab es zehn neue Landesrekorde.
- Meisterschaftsrekord:
  - 27:52,78 min – Juha Väätäinen (Finnland)
- Landesrekorde:
  - 27:52,78 min – Juha Väätäinen (Finnland)
  - 27:53,35 min – Jürgen Haase (DDR)
  - 27:53,35 min – Raschid Scharafetdinow (Sowjetunion)
  - 27:58,38 min – Danijel Korica (Jugoslawien)
  - 27:59,33 min – Mariano Haro (Spanien)
  - 28:20,91 min – Manfred Letzerich (BR Deutschland)
  - 28:22,88 min – Werner Dössegger (Schweiz)
  - 28:24,41 min – Arne Risa (Norwegen)
  - 28:43,08 min – Josef Jánský (Tschechoslowakei)
  - 28:52,60 min – Donald Walsh (Irland)

## Durchführung
Wie auf der längsten Bahndistanz üblich gab es keine Vorrunde, alle 35 Teilnehmer starteten in einem gemeinsamen Finale.

## Finale
10. August 1971, 20:45 Uhr
| Platz | Name                   | Nation           | Zeit (min)     |
| ----- | ---------------------- | ---------------- | -------------- |
| 1     | Juha Väätäinen         | Finnland         | 27:52,78 CR/NR |
| 2     | Jürgen Haase           | DDR              | 27:53,35 DR    |
| 3     | Raschid Scharafetdinow | Sowjetunion      | 27:56,26 NR    |
| 4     | Danijel Korica         | Jugoslawien      | 27:58,38 NR    |
| 5     | Mariano Haro           | Spanien          | 27:59,33 NR    |
| 6     | David Bedford          | Großbritannien   | 28:04,33       |
| 7     | Mike Tagg              | Großbritannien   | 28:14,65       |
| 8     | Seppo Tuminen          | Finnland         | 28:17,98       |
| 9     | Manfred Letzerich      | BR Deutschland   | 28:20,91 BR    |
| 10    | Noël Tijou             | Frankreich       | 28:21,65       |
| 11    | Werner Dössegger       | Schweiz          | 28:22,88 NR    |
| 12    | Lucien Rault           | Frankreich       | 28:23,11       |
| 13    | Jack Lane              | Großbritannien   | 28:24,01       |
| 14    | Arne Risa              | Norwegen         | 28:24,41 NR    |
| 15    | Joachim Krebs          | DDR              | 28:26,67       |
| 16    | Karel Lismont          | Belgien          | 28:31,17       |
| 17    | Lasse Virén            | Finnland         | 28:33,12       |
| 18    | Nikolai Swiridow       | Sowjetunion      | 28:41,09       |
| 19    | Josef Jánský           | Tschechoslowakei | 28:43,08 NR    |
| 20    | René Jourdan           | Frankreich       | 28:46,08       |
| 21    | Donald Walsh           | Irland           | 28:52,60 NR    |
| 22    | Edward Mleczko         | Polen            | 28:55,73       |
| 23    | Henryk Piotrowski      | Polen            | 29:01,68       |
| 24    | Eckhard Lesse          | DDR              | 29:02,53       |
| 25    | Janos Szerenyi         | Ungarn           | 29:03,93       |
| 26    | Lajos Mecser           | Ungarn           | 29:07,49       |
| 27    | Giuseppe Cindolo       | Italien          | 29:13,65       |
| 28    | Jens Wollenberg        | BR Deutschland   | 29:25,41       |
| 29    | Per Halle              | Norwegen         | 29:32,25       |
| 30    | Josef Wirth            | Schweiz          | 29:33,71       |
| 31    | Egbert Nijstadt        | Niederlande      | 29:48,08       |
| 32    | Dieter Brand           | BR Deutschland   | 29:59,29       |
| 33    | Carlos Lopes           | Portugal         | 30:05,64       |
| DNF   | Gaston Roelants        | Belgien          |                |
| DNF   | Nedo Farčić            | Jugoslawien      |                |

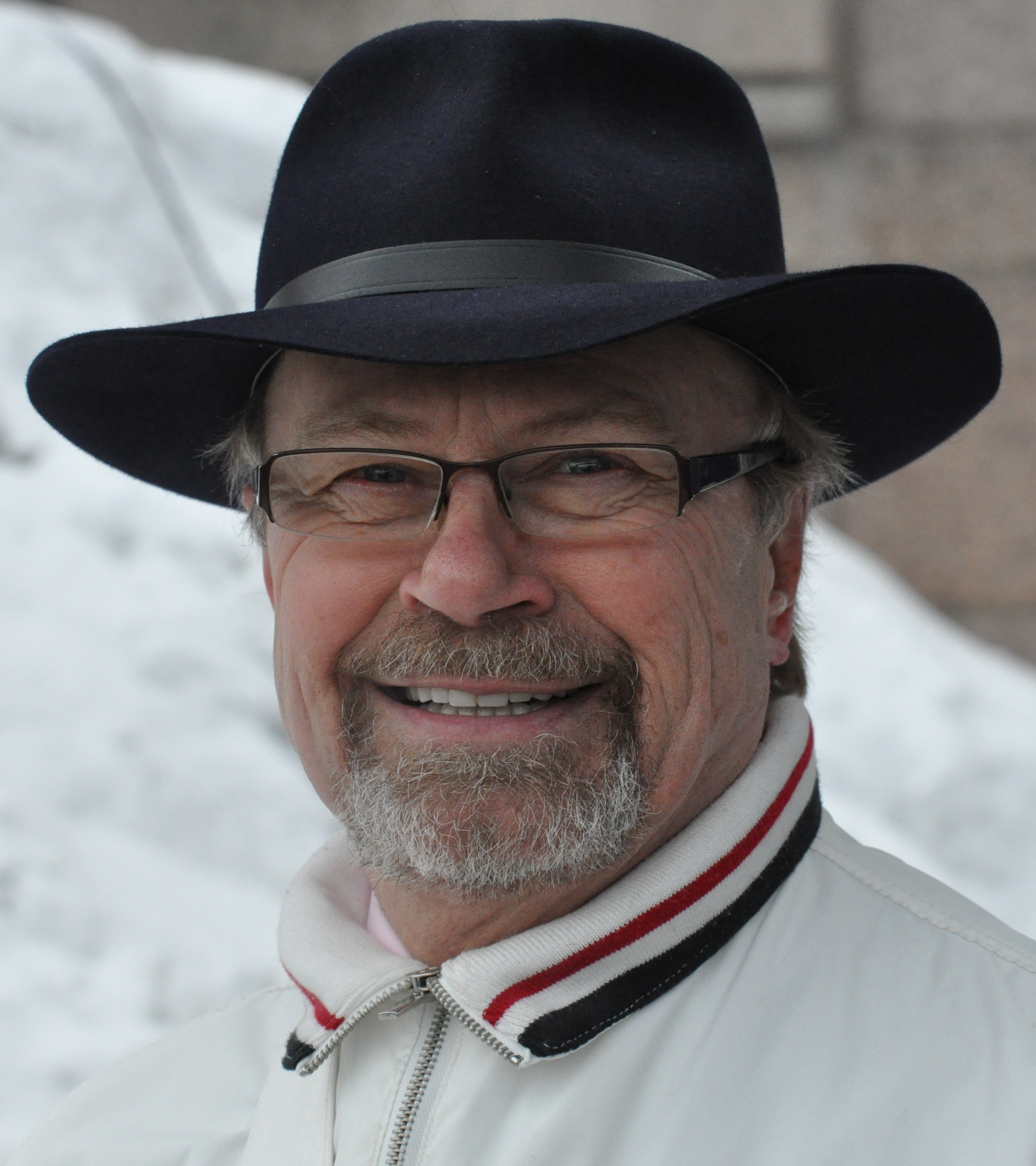
Juha Väätäinen (hier im Jahr 2011) errang auf dieser Strecke seinen ersten EM-Titel – der zweite folgte vier Tage später über 5000 Meter

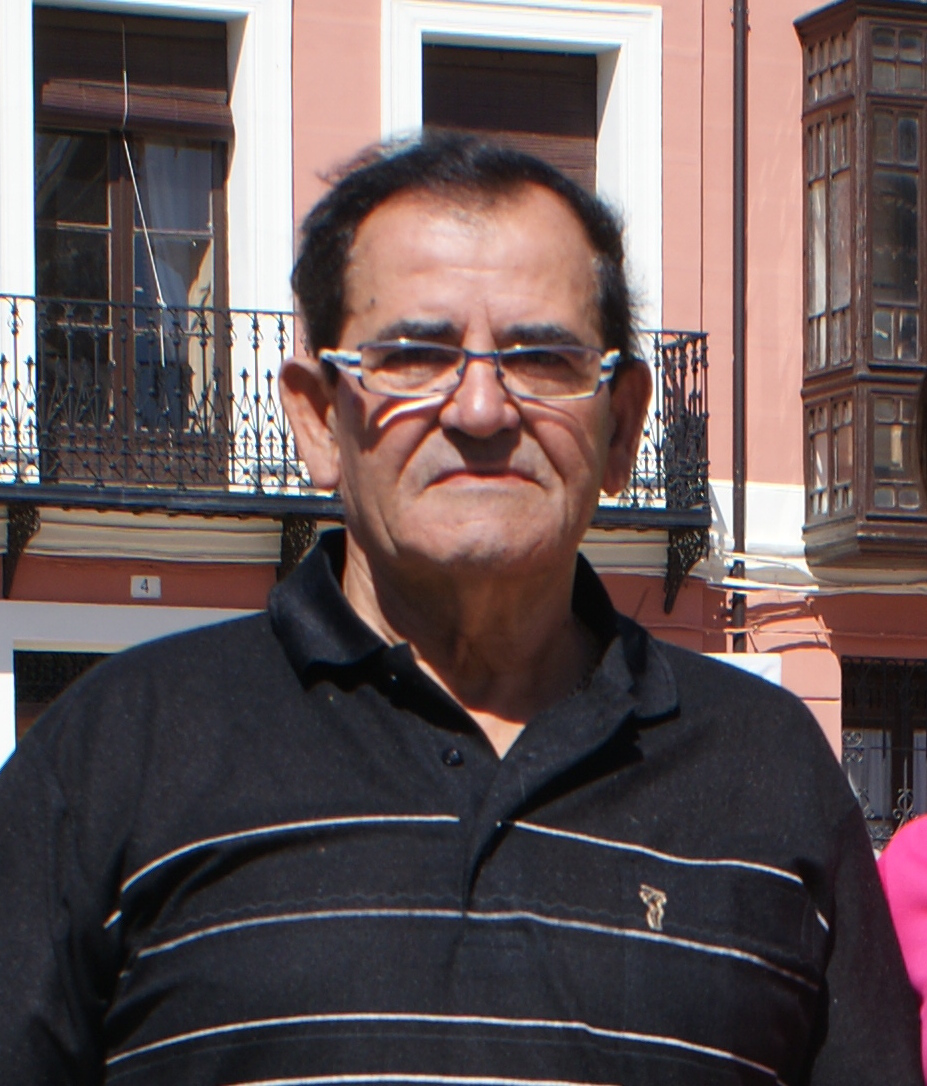
Mariano Haro (Foto: 2012) erreichte Platz fünf

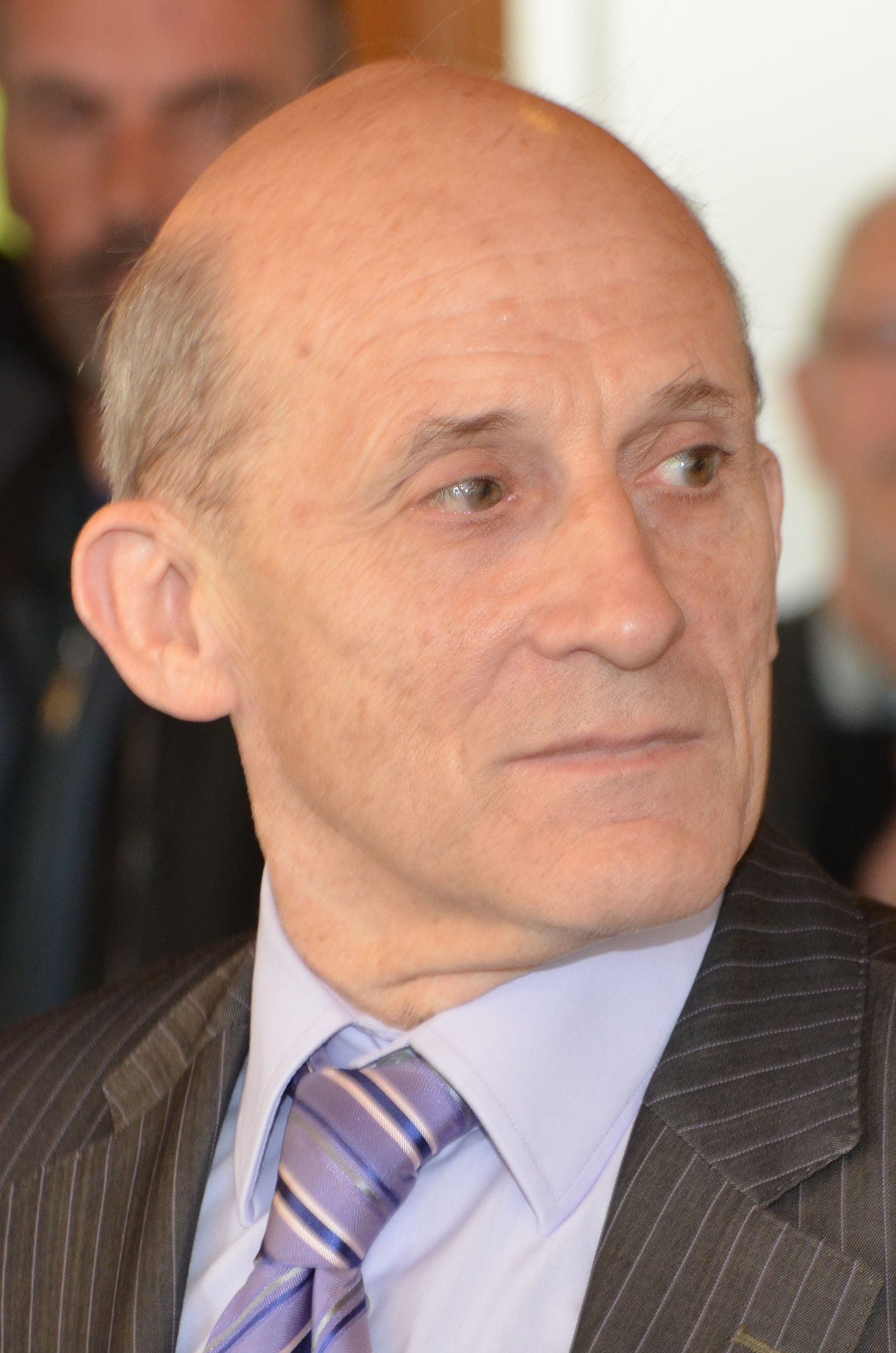
Karel-Lismont (hier im Jahr 2012) kam auf den sechzehnten Platz und gewann fünf Tage darauf den Marathonlauf

Das Rennen wurde von Anfang an geprägt durch ein sehr hohes Tempo des Briten David Bedford, der einen Monat zuvor den Europarekord in seinen Besitz gebracht hatte. Er musste davon ausgehen, dass seine Spurtfähigkeiten nicht ausreichen würden, anderen starken Konkurrenten in diesem Rennen im Finish Paroli bieten zu können. So versuchte er, seine Gegner mittels seiner Tempohärte abzuschütteln. Dies gelang ihm jedoch nicht. In der vorletzten Runde war noch eine Fünfergruppe bestehend aus Bedford, dem Finnen Juha Väätäinen, Titelverteidiger Jürgen Haase aus der DDR, dem sowjetischen Läufer Raschid Scharafetdinow und dem Spanier Mariano Haro zusammen. Vor Ertönen der Glocke, die die letzte Runde einleitete, hatte sich auch der nicht weit zurückliegende Jugoslawe Danijel Korica wieder herangekämpft. Bedford machte jetzt einen müden Eindruck und konnte sein hohes Tempo nicht mehr ganz halten.
Schon in der ersten Kurve der Schlussrunde stürmten Haase und Väätäinen, der die Führung übernahm, nach vorne. Schnell riss eine immer größer werdende Lücke auf, Scharafetdinow folgte als Dritter. Auf der Zielgeraden griff Haase noch einmal an, doch der Finne konterte und wurde Europameister vor Jürgen Haase. Bronze errang Raschid Scharafetdinow, Danijel Korica kam auf den vierten Platz. Fünfter wurde Mariano Haro und auf Rang sechs lief David Bedford ein, dem nach seiner langen Führungsarbeit die Kräfte ausgegangen waren. Neben vielen persönlichen Bestleistungen und einem neuen Meisterschaftsrekord wurden zehn neue Landesrekorde in diesem Rennen aufgestellt.

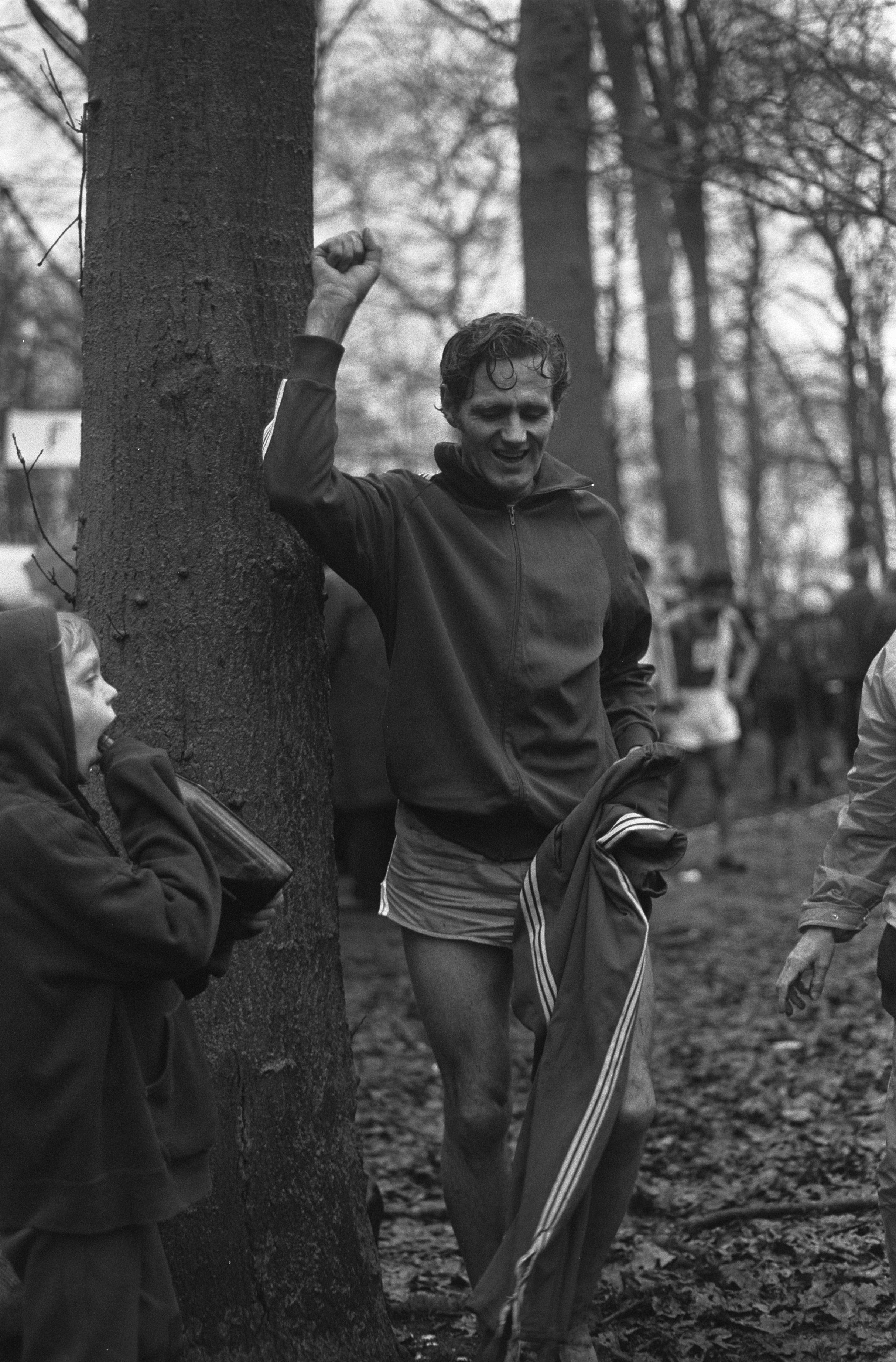
Egbert Nijstadt – über 5000 Meter im Vorlauf ausgeschieden – wurde 31. in diesem Finale
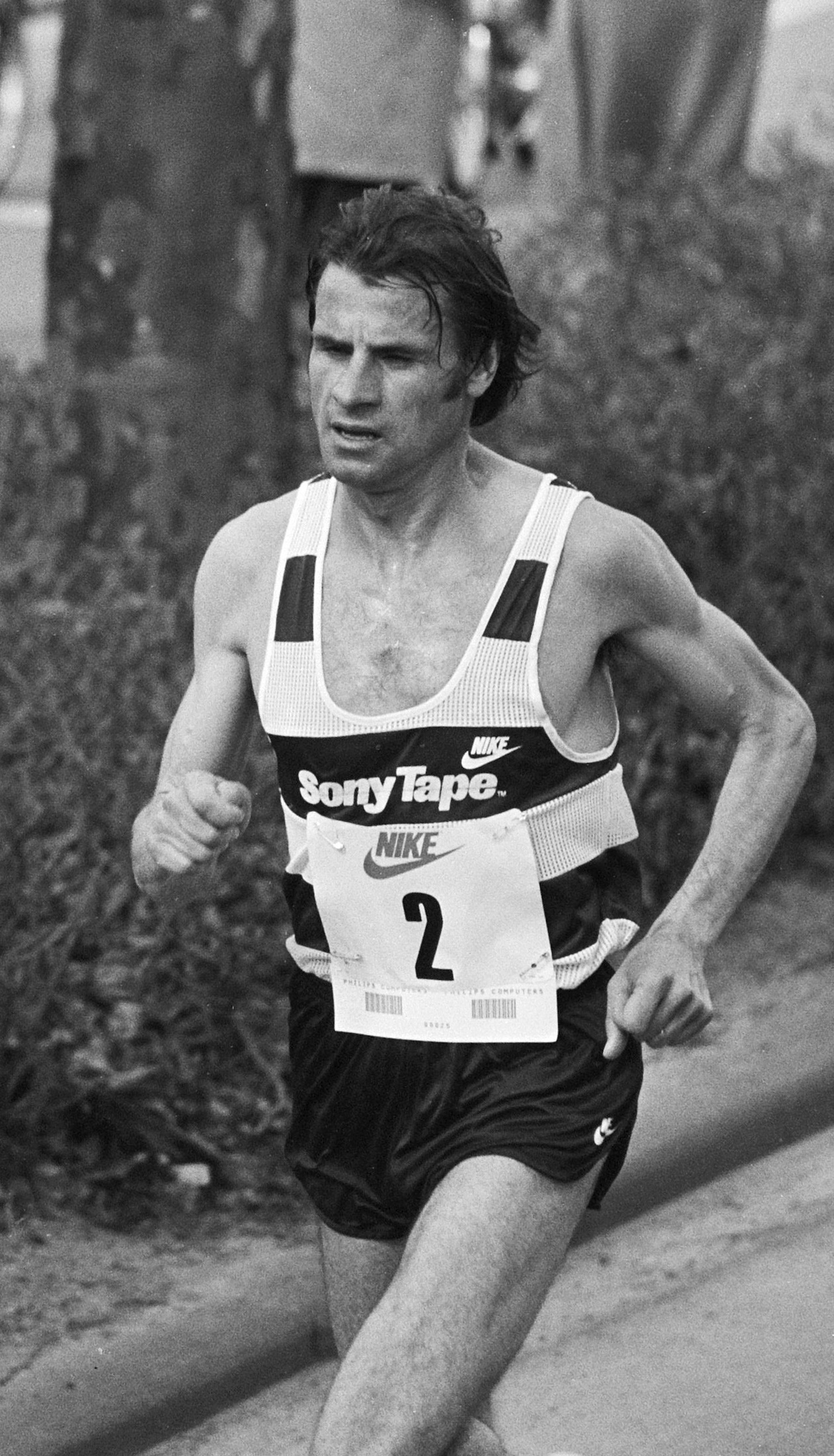
Carlos Lopes – 1976 Olympiazweiter über 10.000 Meter und 1984 Olympiasieger im Marathonlauf – belegte Rang 33
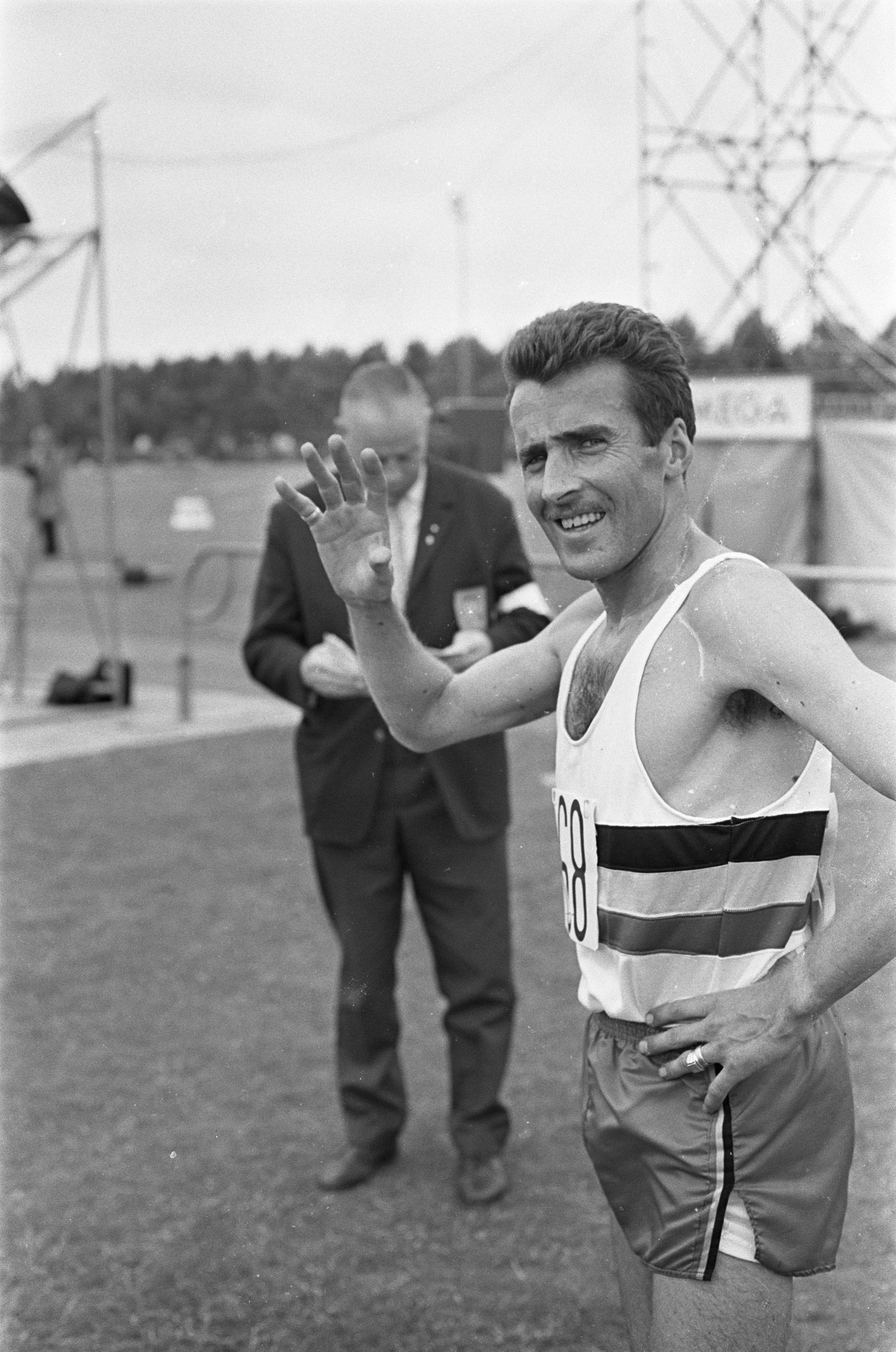
Der Vizeeuropameister von 1969 im Marathonlauf und Olympiasieger von 1964 über 3000 Meter Hindernis Gaston Roelants kam in diesem Rennen nicht ins Ziel

## Videolinks
- Juha Vaatainen 10,000m, European Athletics Championships, Helsinki 1971, youtube.com, abgerufen am 26. Juli 2022
- European Athletics Championships 10,000m Final - Helsinki 1971, youtube.com, abgerufen am 26. Juli 2022